# Петидин
Петидин (англ. Pethidine), також відомий під назвою меперидин, який випускається під торговою маркою «Демерол» — синтетичний опіоїдний анальгетик, що є похідним фенілпіперидину. Петидин був уперше синтезований у 1938 році як потенційний холінолітичний засіб німецьким хіміком Отто Айслебом, а знеболюючі властивості вперше виявив Отто Шауман, коли він працював у компанії «IG Farben». Петидин є прототипом великої кількості анальгетиків, включаючи петидин 4-фенілпіперидинів (пімінодин, анілеридин та інші), продинів (альфапродин, десметилпродин та ін.), бемідонів (кетобемідон та ін.), та інших з більш зміненою структурою молекули, в тому числі дифеноксилату і його аналогів.
Протягом більшої частини ХХ-го століття петидин був опіоїдом вибору для багатьох лікарів; у 1975 році 60 % лікарів призначали його для лікування гострого болю та 22 % для хронічного сильного болю. Петидин був запатентований у 1937 році, та схвалений для медичного використання в 1943 році. Порівняно з морфіном, петидин вважався більш безпечним, оскільки має менший ризик звикання, та є кращим у лікуванні болю, пов'язаного із жовчнокам'яною хворобою або нирковою колькою унаслідок його холінолітичної дії. Пізніше було виявлено, що це були неточні припущення, оскільки він має однаковий з морфіном ризик звикання, та не спричинює кращої дії на спазм жовчних шляхів або ниркову коліку порівняно з іншими опіоїдами. У зв'язку з нейротоксичністю його метаболіту, норпетидину, петидин більш токсичний, ніж інші опіоїди, особливо при тривалому застосуванні. Було виявлено, що його метаболіт норпетидин має серотонінергічну дію, тому петидин може, на відміну від більшості опіоїдів, збільшити ризик виникнення серотонінового синдрому.

## Медичне застосування
Петидин застосовується для лікування помірного та сильного болю, та вживається у вигляді гідрохлориду в таблетках та у вигляді сиропу перорально, або вводиться шляхом внутрішньом'язової, підшкірної або внутрішньовенної ін'єкції.
Петидин вважається найбільш широко використовуваним опіоїдом під час пологів. У деяких країнах, зокрема в США, він перестав використовуватися, та замінений іншими опіоїдами через потенційну взаємодію з лікарськими засобами, особливо з серотонінергічними засобами, і наявність нейротоксичного метаболіту норпетидину. Петидин все ще широко використовується у Сполученому Королівстві та Новій Зеландії, і він був найчастіше застосовуваним опіоїдом у Сполученому Королівстві для використання під час пологів, але з середини 2000-х років був частково витіснений іншими сильними напівсинтетичними опіоїдами (зокрема, гідроморфоном), щоб уникнути взаємодії з серотоніновими рецепторами.
Петидин є кращим знеболювальним засобом при дивертикуліті, оскільки він знижує тиск всередині просвіту кишечника. Він є кращим препаратом для лікування тремору під час терапевтичної гіпотермії, оскільки він забезпечує найбільше зниження порогу тремору.
До 2003 року петидин знаходився у списку основних лікарських засобів ВООЗ, найбільш ефективних і безпечних ліків, необхідних системі охорони здоров'я.

## Побічні ефекти
Побічні ефекти застосування петидину є характерними для класу опіоїдів: нудота, блювання, запаморочення, гіпергідроз, затримка сечі та запор. Унаслідок помірних стимулюючих ефектів, які пов'язані з пригніченням зворотного захоплення дофаміну та норадреналіну петидином, седативний ефект петидину менш виражений порівняно з іншими опіоїдами. На відміну від інших опіоїдів, петидин не спричинює міозу внаслідок наявності холінолітичної активності. Передозування петидину може спричинити слабкість м'язів, пригнічення дихання, оглушення, психоз, холодний та липкий піт на шкірі, гіпотензію та кому.
Для боротьби з пригніченням дихання та іншими побічними ефектами петидину застосовується антагоніст наркотичних анальгетиків налоксон. У хворих, які одночасно приймають селективні інгібітори зворотного захоплення серотоніну і норадреналіну або інгібітори моноаміноксидази, може виникнути серотоніновий синдром.Напади судом, які іноді спостерігаються у хворих, які постійно отримують парентеральний петидин, пов'язані з накопиченням у плазмі метаболіту препарату норпетидину. Після як парентерального, так і перорального передозування петидину спостерігались смертельні випадки.

## Взаємодія
Петидин має потенційно небезпечні взаємодії, зокрема з інгібіторами моноаміноксидази (фуразолідоном, ізокарбоксазидом, моклобемідом, фенелзином, прокарбазином, селегіліном, транілципроміном). У таких хворих може спостерігатися збудження, марення, головний біль, судоми та/або гіпертермія. Повідомлено про летальні взаємодії, включаючи смерть Ліббі Зайон.
При одночасному або пізнішому внутрішньовенному введенні трамадолу з петидином можуть розвинутися судоми. Петидин також може взаємодіяти з селективними інгібіторами зворотного захоплення серотоніну і норадреналіну та іншими антидепресантами, протипаркінсонічними засобами, препаратами для лікування мігрені, стимуляторами та іншими препаратами, що спричинюють серотоніновий синдром. Вважається, що це спричинюється підвищенням концентрації серотоніну в головному мозку. Цілком імовірно, що петидин також може взаємодіяти з низкою інших препаратів, включаючи міорелаксанти, бензодіазепіни та етанол.

## Механізм дії
Подібно до морфіну, петидин спричинює знеболювальний ефект, діючи як агоніст μ-опіоїдні рецепторів.
Петидин часто використовується для лікування післянаркозного тремору. Фармакологічний механізм цього ефекту до кінця не вивчений, але він може включати стимуляцію κ-опіоїдних рецепторів.
Петидин має структурну подібність до атропіну та інших тропанових алкалоїдів, і може проявляти деякі їх ефекти та їх побічну дію. Окрім цих опіоїдергічних і антихолінергічних ефектів, він має місцеву анестезуючу дію, пов'язану з його взаємодією з іонними натрієвими каналами. Очевидна ефективність петидину як спазмолітичного засобу in vitro пояснюється його місцевоанестезуючою дією. Проте він не має спазмолітичної дії in vivo. Петидин також має стимулюючий ефект, опосередкований його інгібуванням транспортера дофаміну і транспортера норадреналіну. Завдяки інгібуючій дії транспортера дофаміну петидин може замінити кокаїн у тварин, навчених відрізняти кокаїн від фізіологічного розчину.
Синтезовано також кілька аналогів петидину, зокрема 4-фторпетидин, які є сильними інгібіторами зворотного захоплення моноамінових нейромедіаторів дофаміну та норадреналіну через транспортер дофаміну та транспортер норадреналіну. Їх застосування супроводжувалось випадками появи серотонінового синдрому, що свідчить про певну їх взаємодію з серотонінергічними нейронами, але цей зв'язок не був остаточно доведений.
Петидин краще розчиняється в жирах, ніж морфін, що призводить до швидшого початку його дії. Тривалість клінічного ефекту петидину становить 120—150 хвилин, хоча його зазвичай вводять з інтервалом 4–6 годин. Показано, що петидин менш ефективний, ніж морфін, діаморфін або гідроморфон, для зменшення сильного болю, або болю, пов'язаного з рухом чи кашлем.
Як і інші опіоїди, петидин потенційно може спричинити фізичну залежність або звикання. Найбільш серйозні побічні ефекти, характерні для петидину — серотоніновий синдром, судоми, делірій, дисфорія, тремор — переважно або повністю зумовлені дією його метаболіту, норпетидину.

## Фармакокінетика
Петидин швидко гідролізується в печінці до петидинової кислоти, а також деметилюється до норпетидину, який має удвічі меншу анальгетичну активність, але довший період напіввиведення (8–12 годин); та накопичується при постійному застосуванні або при нирковій недостатності. Норпетидин токсичний, може спричинювати судоми та галюцинації. Токсичні ефекти, спричинені метаболітами, не можна побороти за допомогою антагоністів опіоїдних рецепторів, таких як налоксон або налтрексон, і, ймовірно, переважно це пов'язано з антихолінергічною активністю норпетидину, ймовірно, через його структурну подібність до атропіну, хоча його фармакологія не повністю вивчена. Нейротоксичність метаболітів петидину є унікальною особливістю петидину порівняно з іншими опіоїдами. Метаболіти петидину пізніше кон'югуються з глюкуроновою кислотою, та виводяться із сечею.

## Рекреаційне використання

### Тенденції
Згідно з даними Мережі попередження про зловживання наркотиками США, згадки про небезпечне або шкідливе використання петидину зменшилися у період між 1997 і 2002 роками, на відміну від збільшення кількості використання фентанілу, гідроморфону, морфіну та оксикодону. Кількість одиниць дозування петидину в США, про які повідомлено про їх втрату або викрадення, зросла на 16,2 % між 2000 і 2003 роками, з 32447 до 37687.
У цій статті використовуються терміни «небезпечне вживання», «шкідливе вживання» та «залежність» відповідно до «Лексикону термінів алкоголю та наркотиків», опублікованого Всесвітньою організацією охорони здоров'я у 1994 році. У використанні ВООЗ перші два терміни замінюють термін «зловживання», а третій термін замінює термін «залежність».

## Синтез
Петидин може бути отриманий за допомогою двостадійного синтезу. Першим етапом є реакція бензилціаніду та хлорметину в присутності аміду натрію з утворенням піперидинового кільця. Потім нітрил перетворюється на складний етер.

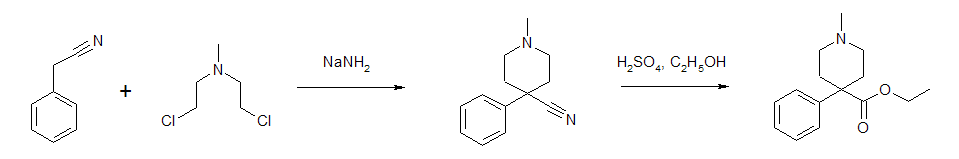
Синтез петидину

## Контроль
Петидин включено до списку II закону Сполучених Штатів Америки про контрольовані речовини 1970 року як наркотик із кодом ACSCN 9230 із загальною квотою на виробництво станом на 2014 рік 6250 кілограмів. Коефіцієнт перетворення вільної основи для солей включає 0,87 для гідрохлориду та 0,84 для гідроброміду. Проміжні продукти A, B і C у виробництві петидину також контролюються, при цьому ACSCN становить 9232 для A (з квотою 6 грамів), 9233 — B (квота 11 грамів) і 9234 — C (квота 6 грамів). Він включений до Єдиної конвенції з контролю над наркотичними речовинами 1961 року та контролюється в більшості країн так само, як і морфін.

## Суспільство і культура
У книзі Джона Д. Макдональда «Одягни її в індиго» (1969 рік) одна з героїнь говорить про те, що думала вбити свого знерухомленого ворога, зробивши йому ін'єкцію мепередину, який залишився від чоловіка, який використовував його, коли був смертельно хворим.
У романі Реймонда Чандлера «Довге прощання» (1953 рік) у відповідь на запитання «Як місіс Вейд?» лейтенант поліції Берні Олс відповідає: «Занадто розслаблена. Вона, мабуть, схопила якісь таблетки. Там є дюжина видів… навіть демерол. Це погано».
Британський лікар Гарольд Шипман, який був визнаний винним у вбивстві багатьох своїх пацієнтів, деякий час був залежним від петидину, був визнаний винним у підробці рецептів для його отримання, оштрафований на 500 фунтів стерлінгів, і нетривалий час відвідував клініку реабілітації наркоманів.
Данська письменниця Туве Дітлевсен все життя боролась із залежністю від петидину після того, як її чоловік-лікар ввів їй демерол як болезаспокійливий засіб для нелегального аборту в 1944 році.
Петидин згадується під торговою назвою «Демерол» у пісні «Morphine» співака Майкла Джексона в його альбомі 1997 року Blood on the Dance Floor: HIStory in the Mix. Петидин був одним із кількох рецептурних препаратів, до яких у Майкла Джексона на той час була залежність, і співак описує це у тексті пісні такими фразами, як «Relax/This won't hurt you» («Розслабтеся/Це не зашкодить тобі») та «Yesterday you had his trust/Today he's taking twice as much» («Вчора ти мав його довіру/Сьогодні він бере вдвічі більше»).
Петидин згадується в телешоу «Бродчерч», у сезоні № 2, епізоді № 3, оскільки його вводили персонажу Бет після того, як вона народила дитину.
У фільмі мовою малаялам 1987 року «Амрутхам Гамая» персонаж, якого грає Моханлал, доктор П. К. Харідас вводить собі петидин і стає залежним від нього.
Лікар у телешоу «Викликайте акушерку» стає залежним від петидину.
У книзі Вільяма Ґібсона «Нейромант» один із персонажів, вірменин, сказав: «Так, суміш кокаїну та меперидину». Вірменин повернувся до розмови, яку вів із Саньйо. «Раніше так називали демерол», — сказав фінн.
Сучасна рок-група «Crossfade» із Південної Кароліни згадує демерол у тексті своєї пісні 2004 року «Dead Skin».
У південнокорейському серіалі «Удар» головному герою Пак Чон Хвану його лікар незаконно дає демерол в обмін на юридичну консультацію.
В епізоді «Бійка» телевізійного шоу «Парки та зони відпочинку» деякі персонажі впиваються змішаним напоєм під назвою «Snake Juice». Персонаж Енн (Рашида Джонс), яка є медсестрою, запитує: «Що в біса в „Snake Juice“? Демерол?»
У книзі Девіда Фостера Воллеса «Нескінченний жарт» один із головних героїв, Дон Гейтлі, є наркоманом із залежністю від демеролу, який одужує.